# Promenadestraße 26 (Bad Kissingen)

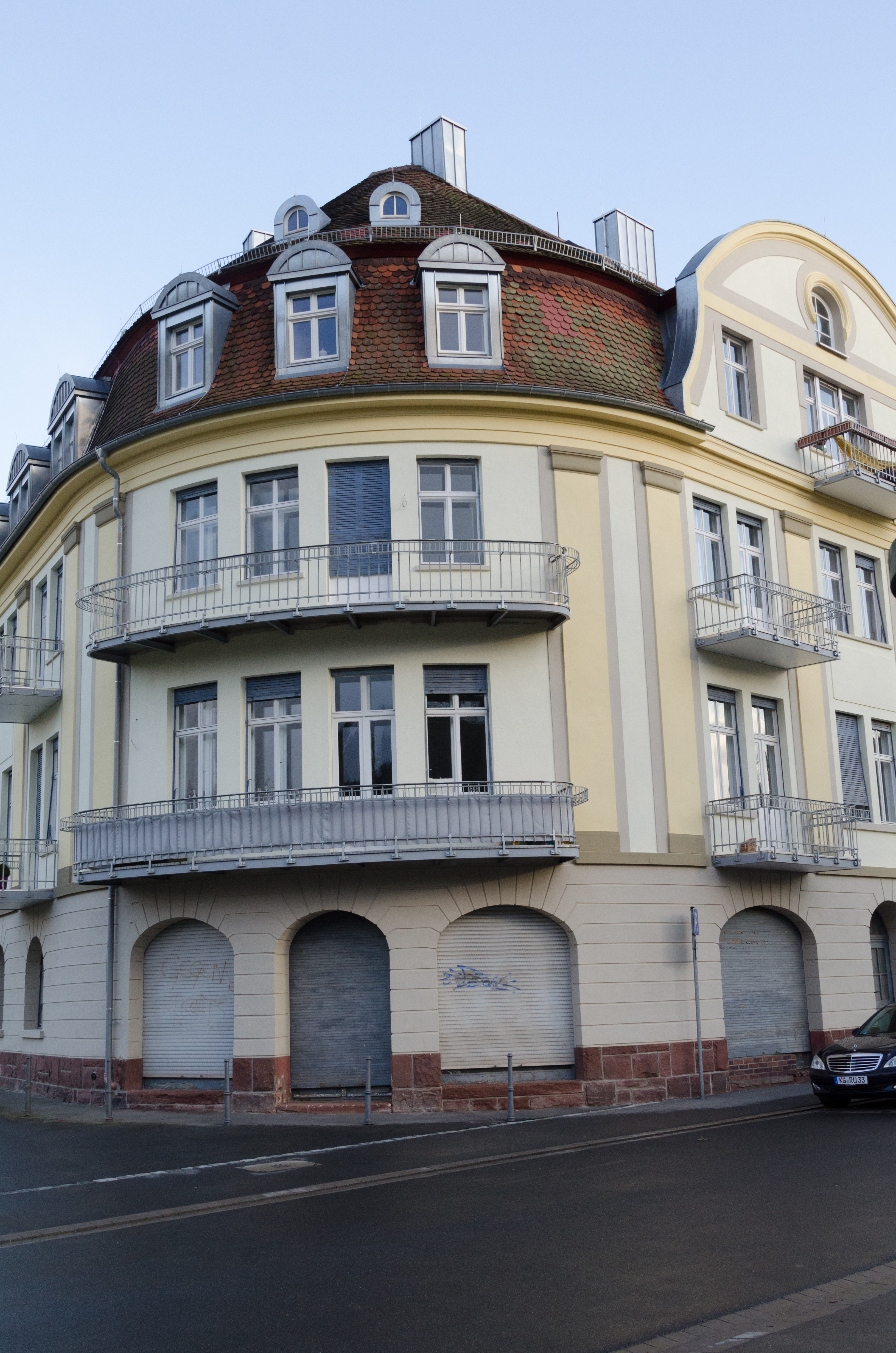
Promenadestraße 26 in Bad Kissingen

Das Gebäude Promenadestraße 26 in Bad Kissingen, der Großen Kreisstadt des unterfränkischen Landkreises Bad Kissingen, gehört zu den Bad Kissinger Baudenkmälern und ist unter der Nummer D-6-72-114-332 in der  Bayerischen Denkmalliste registriert.

## Geschichte
Das dreigeschossige Wohnhaus in Ecklage wurde im Jahr 1911 im barockisierendem Jugendstil vom Bad Kissinger Architekten Franz Krampf errichtet. Bedingt durch seine Ecklage ist das Anwesen  auch im Eckerker und im Giebel mit abgerundeten Formen ausgestattet. Elemente des Barock befinden sich im gebänderten Erdgeschoss und im kolossalen Flachpilaster.